# Skakktoppen
Der Skakktoppen (norwegisch für Krummer Gipfel) ist ein Nunatak im ostantarktischen Königin-Maud-Land. Im Ostteil der Sør Rondane ragt er 1,5 km südöstlich des Devoldnuten im oberen Abschnitt des Byrdbreen auf.
Wissenschaftler des Norwegischen Polarinstituts benannten ihn 1988.